# Rue de la Légion-Étrangère
La rue de la Légion-Étrangère est une voie du 14e arrondissement de Paris, en France.

## Situation et accès
La rue de la Légion-Étrangère est une voie située dans le 14e arrondissement de Paris. Elle débute avenue de la Porte-d'Orléans, place Édith-Thomas et avenue Ernest-Reyer et se termine boulevard Romain-Rolland dans l'axe de l'avenue Henri-Ginoux à Montrouge.

## Origine du nom

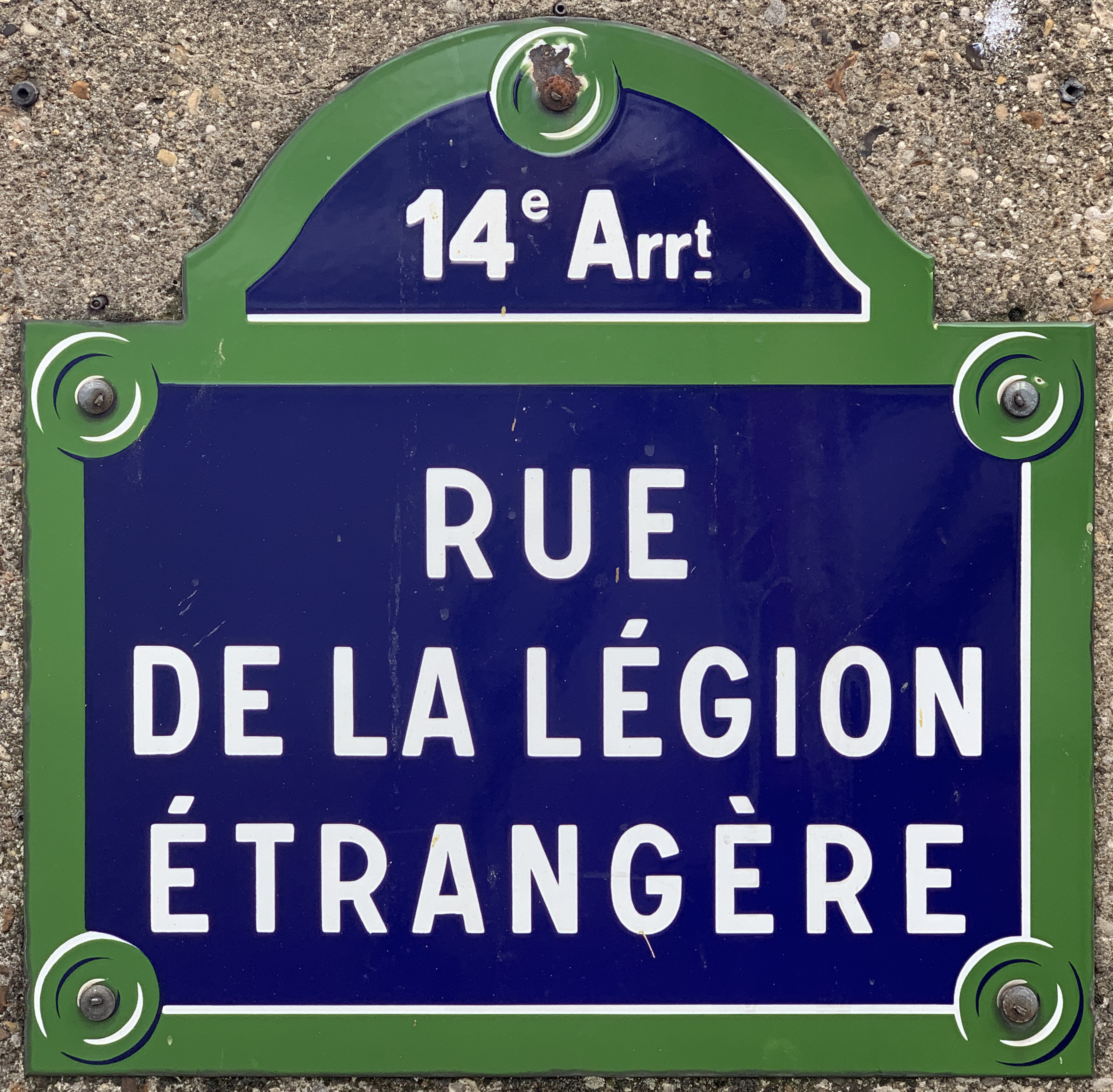
Plaque de la rue.

Cette rue rend hommage à l'héroïsme de la Légion étrangère pendant la Première Guerre mondiale.

## Historique
Cette rue détachée de la rue de Bagneux qui était située autrefois sur le territoire de Montrouge, annexé à Paris par décret du 3 avril 1925, a pris sa dénomination actuelle par arrêté du 12 octobre 1926.
La voie est réaménagée en 1960 lors de la construction du boulevard périphérique.